# Goniothalamus dumontetii
Goniothalamus dumontetii là loài thực vật có hoa thuộc họ Na. Loài này được R.M.K.Saunders & Munzinger mô tả khoa học đầu tiên năm 2007.